# Roc Xic
El Roc Xic és una muntanya de 2.006 metres que es troba al municipi del Pont de Bar, a la comarca de l'Alt Urgell.